# Månafossen

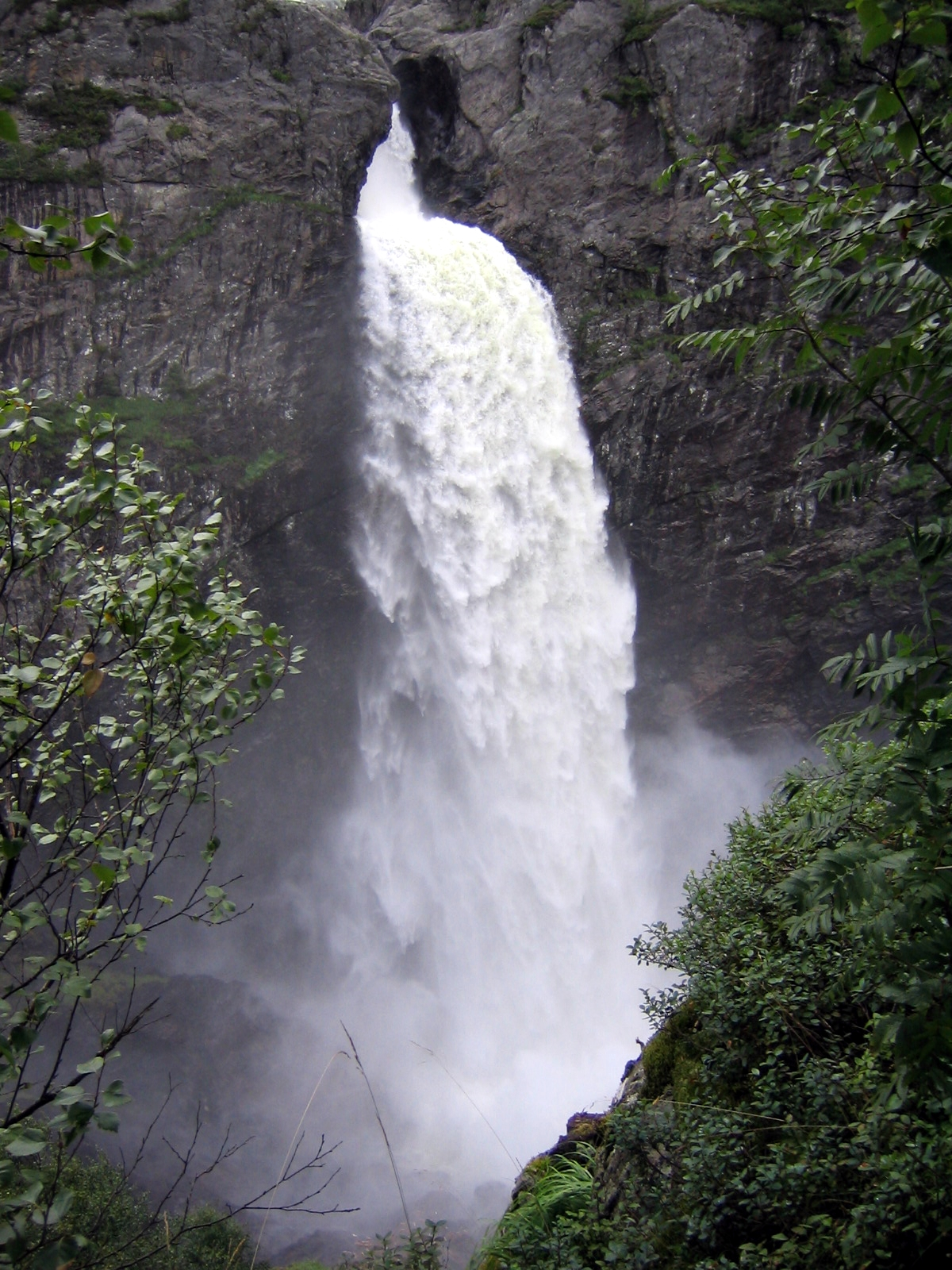
Månafossen

Der Månafossen ist ein Wasserfall in der norwegischen Provinz Rogaland. Er liegt in einem Seitental am Ende des dort bereits verlandeten Frafjords in der Kommune Gjesdal und wird gespeist vom Fluss Mån. Mit 92 m Fallhöhe ist der Månafossen der höchste Wasserfall Rogalands und liegt auf Platz 15 der Liste der Wasserfälle in Norwegen.